# Зембувець
Зембувець (пол. Zębówiec) — село в Польщі, у гміні Оброво Торунського повіту Куявсько-Поморського воєводства.
Населення — 267 осіб (2011).
У 1975-1998 роках село належало до Торунського воєводства.

## Демографія
Демографічна структура станом на 31 березня 2011 року:
|          | Загалом | Допрацездатний вік | Працездатний вік | Постпрацездатний вік |
| -------- | ------- | ------------------ | ---------------- | -------------------- |
| Чоловіки | 132     | 32                 | 88               | 12                   |
| Жінки    | 135     | 34                 | 76               | 25                   |
| Разом    | 267     | 66                 | 164              | 37                   |